# Pantcharèvo (lac)
Le Lac de Pantcharèvo est un lac artificiel situé dans l'ouest de la Bulgarie, à 16 km du centre-ville de Sofia. 

## Géographie
Le Lac de Pantcharèvo s'est formé en amont du barrage de le Centrale hydroélectrique de Pantcharèvo, qui a été construit entre 1955 et 1957. Il se situe dans le lit de la rivière Iskar, entre la montagne Vitocha à l'ouest, la montagne Plana au sud, est la montagne Lozen à l'est, qui fait partie du massif de la Srédna Gora.
Le Lac de Pantcharèvo est situé dans l'arrondissement de Pantcharèvo, sur le territoire de la commune de Sofia. Sur sa rive sud-ouest se trouvent les anciens villages (devenus quartiers de Sofia) de Pantcharèvo et de Kokaliané.

## Vues du barrage et du lac

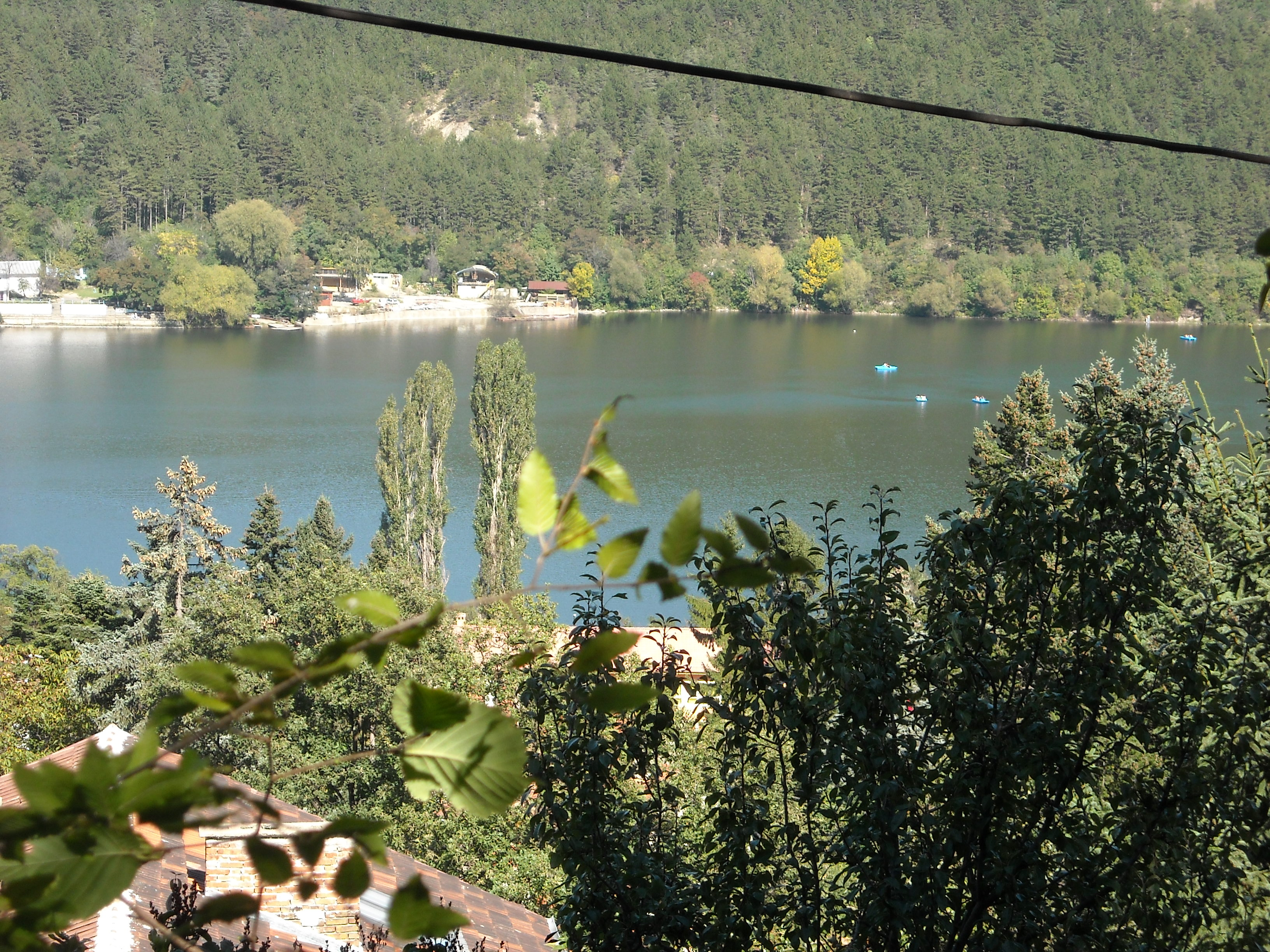
Vue sur le lac depuis le hameau de Lovjiyska tchéchma
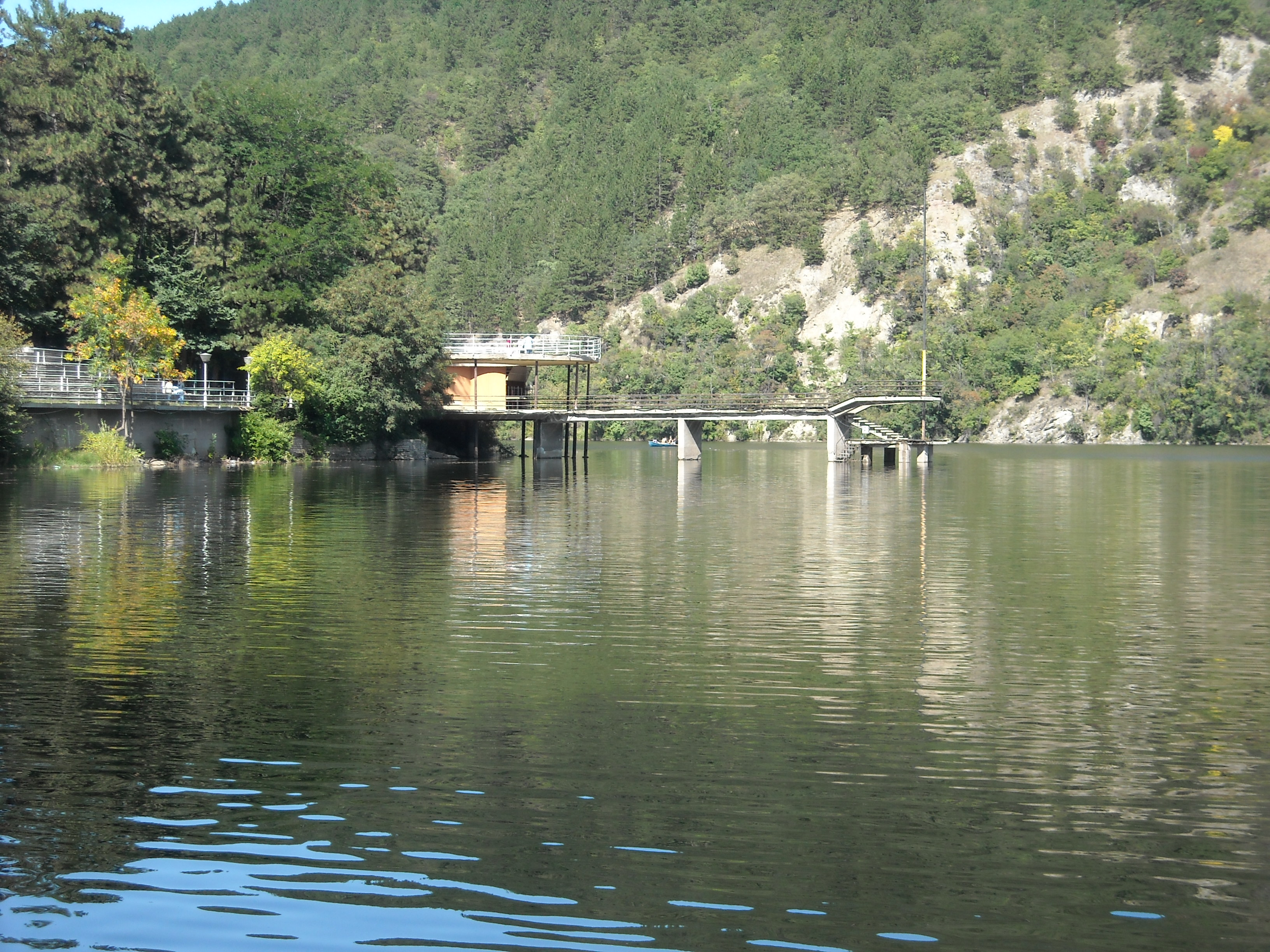
Ponton aménagé près du restaurant Le Cygne
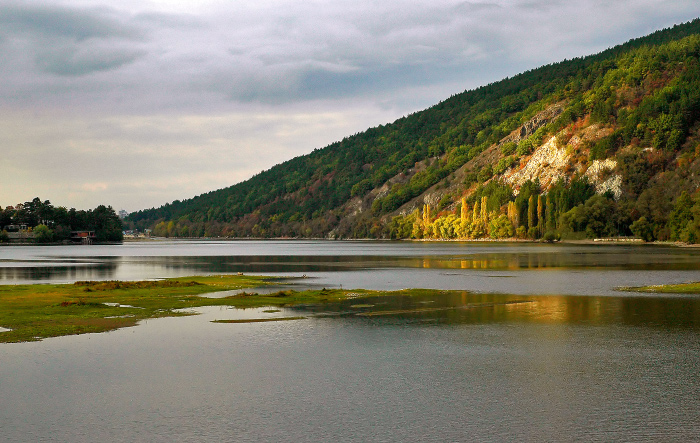
L'arrivée de la rivière Iskar dans le lac
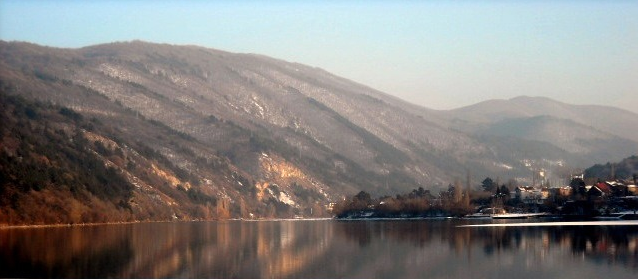
Le lac pendant l'hiver
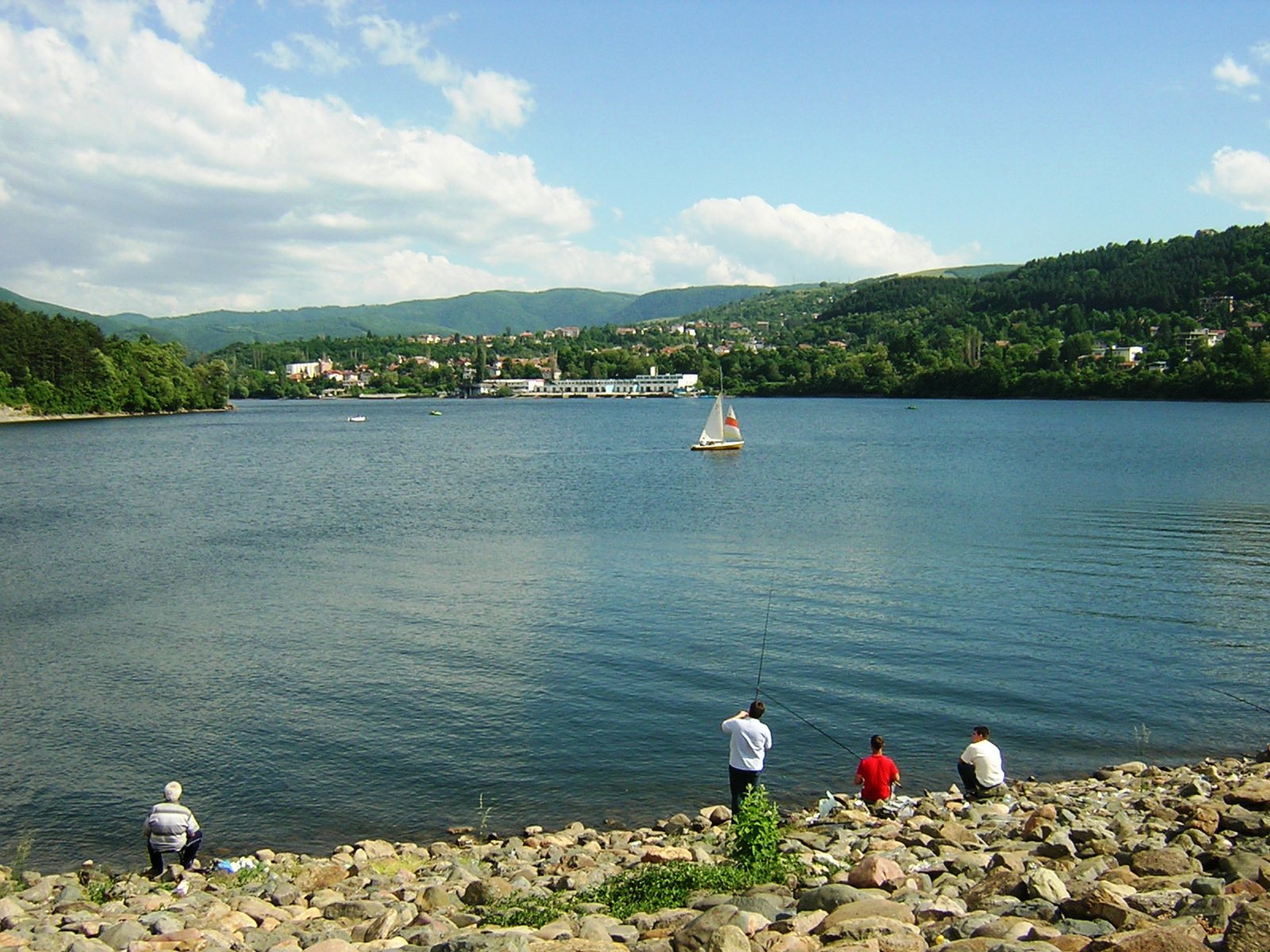
Pêcheurs au bord du lac
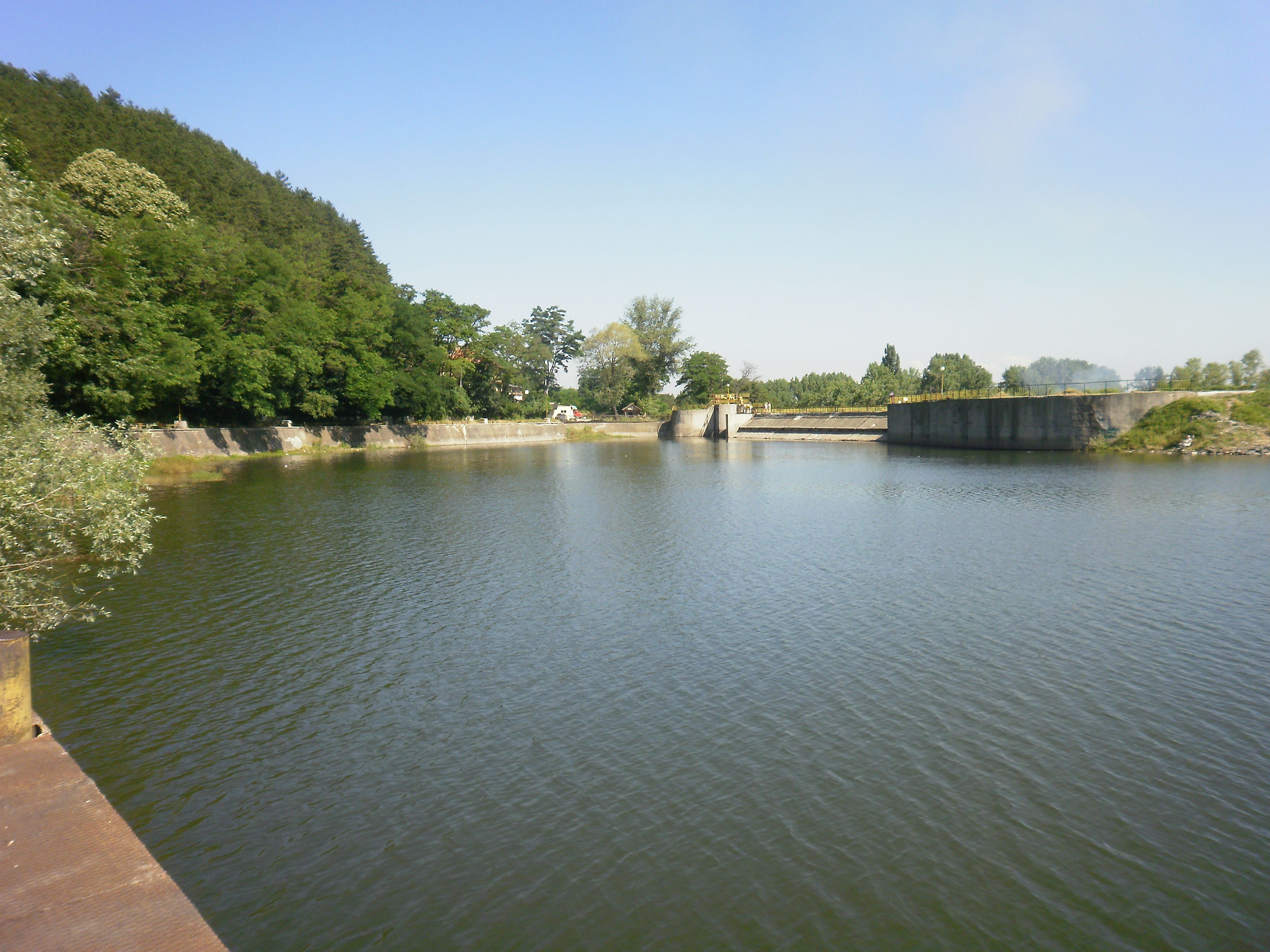
Le barrage hydroélectrique
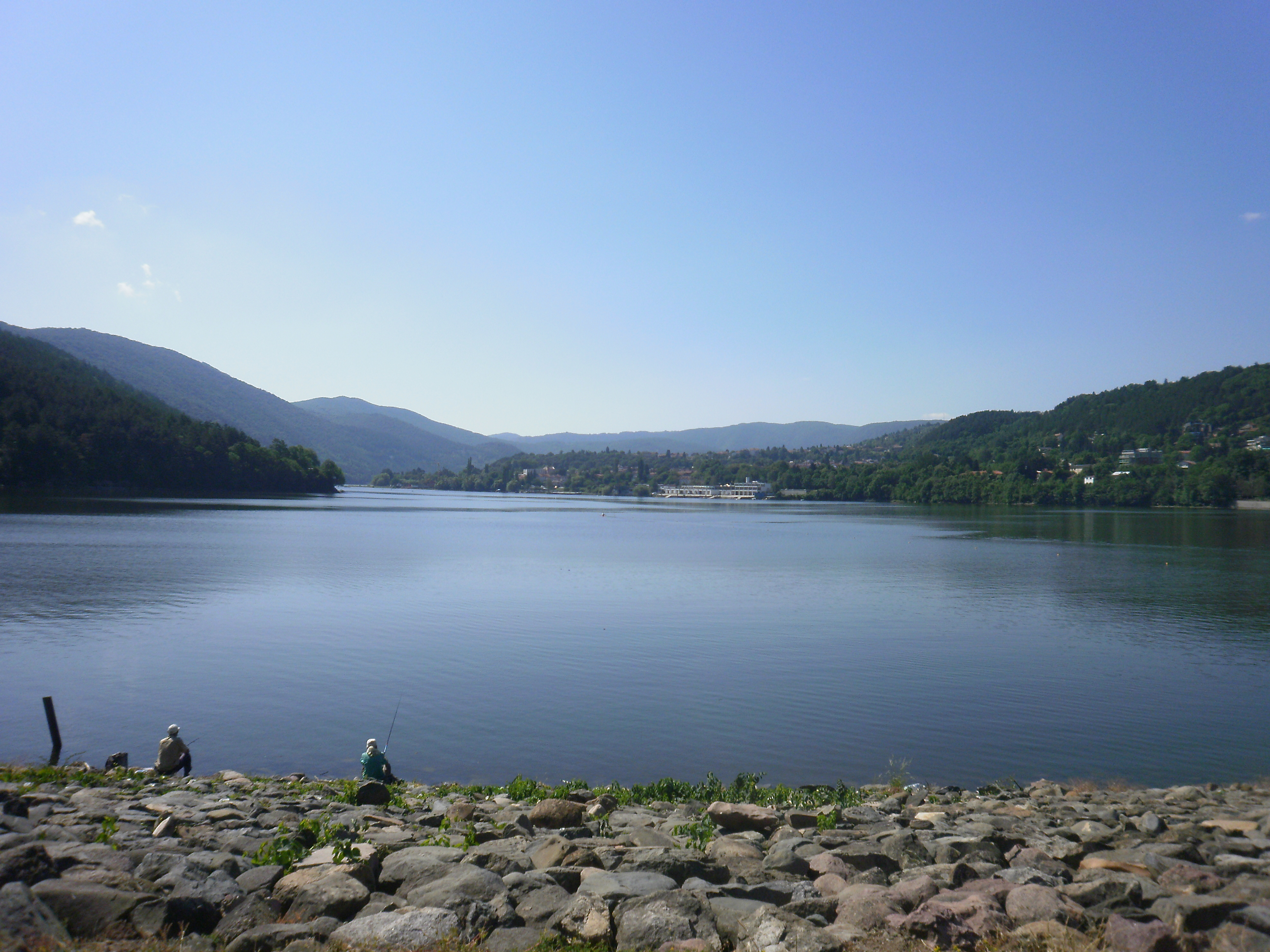
Pêcheurs sur la rive nord et vue sur le lac en direction du sud
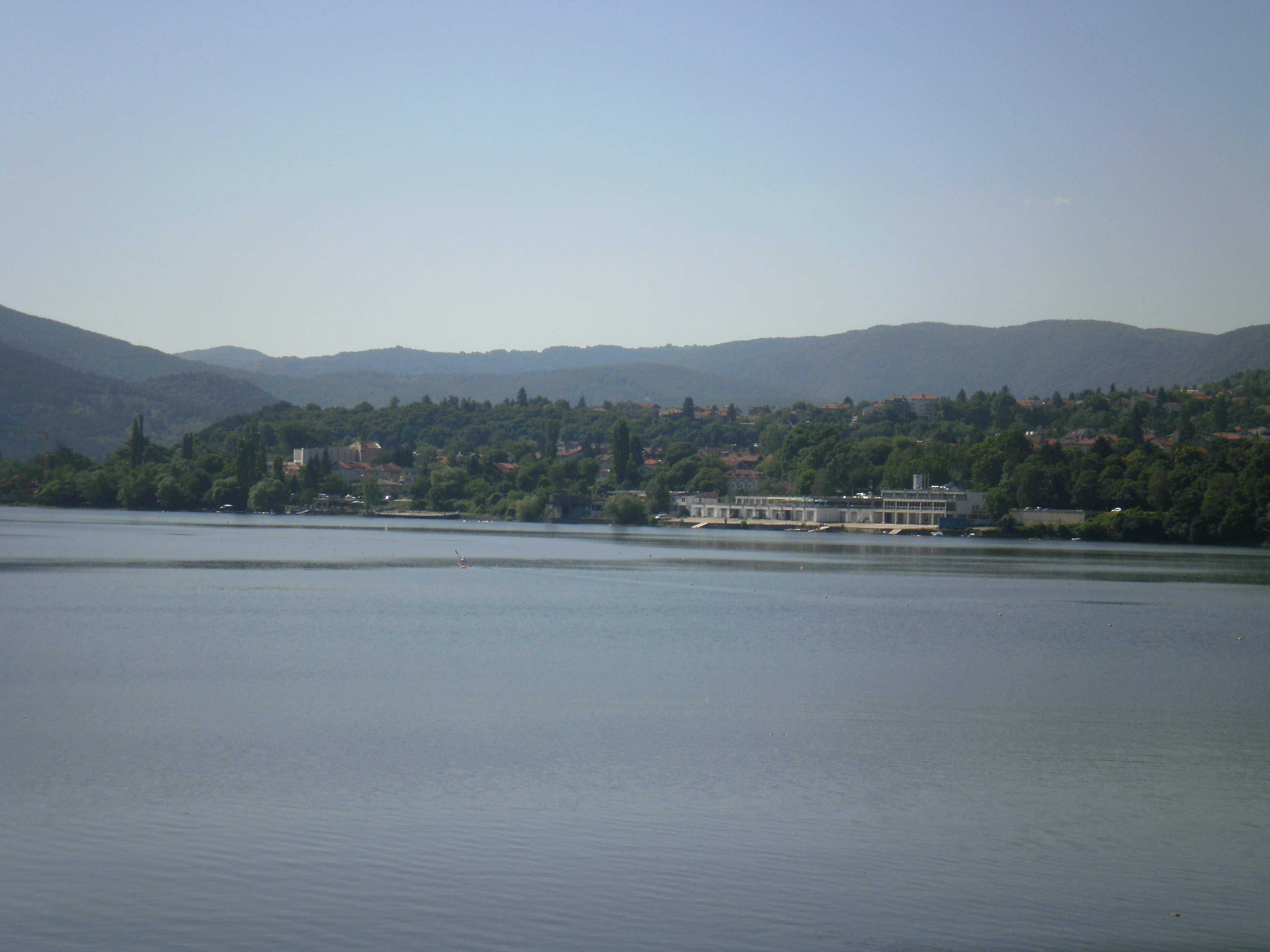
Vue sur la rive sud-est
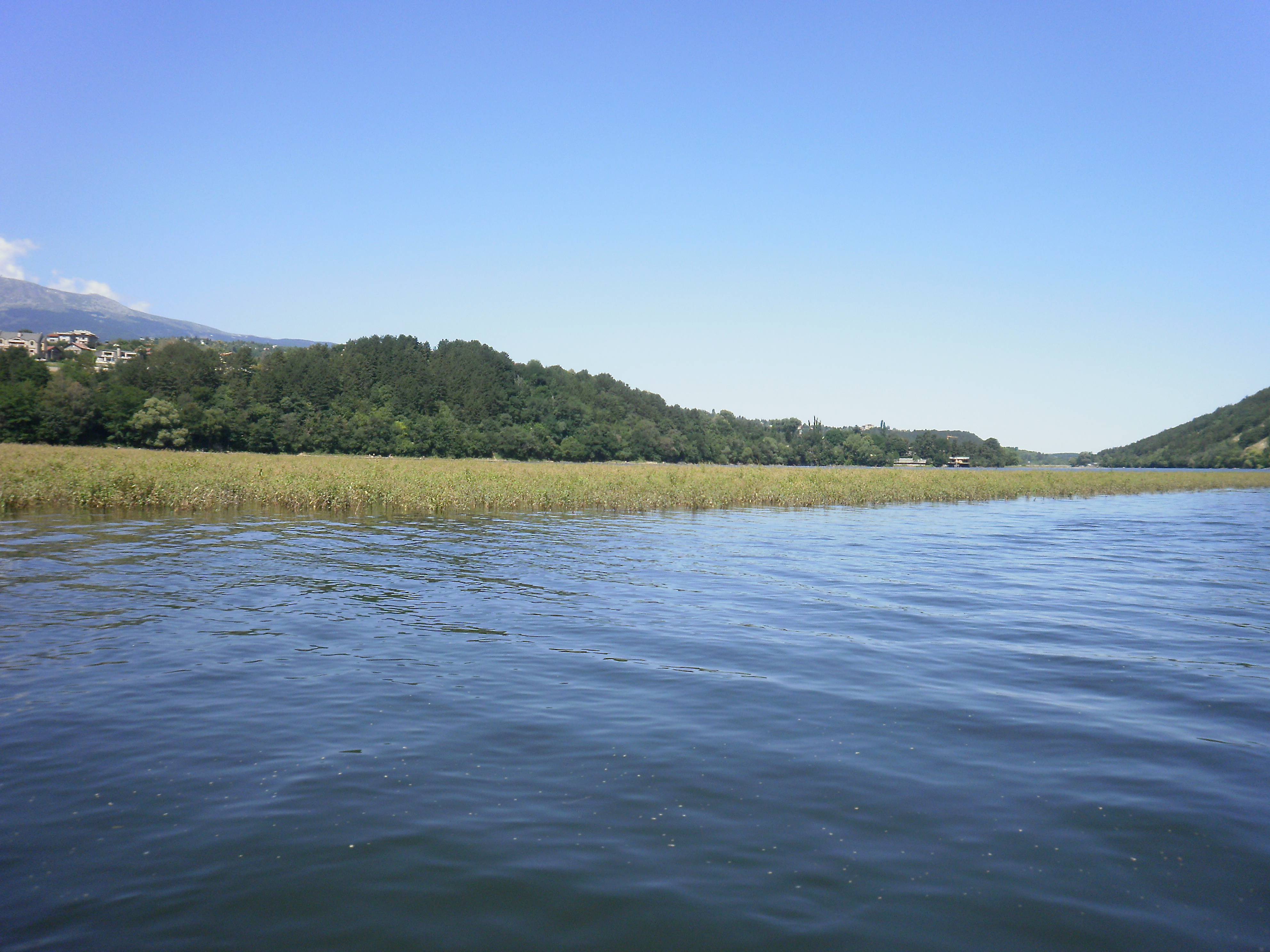
Roseaux
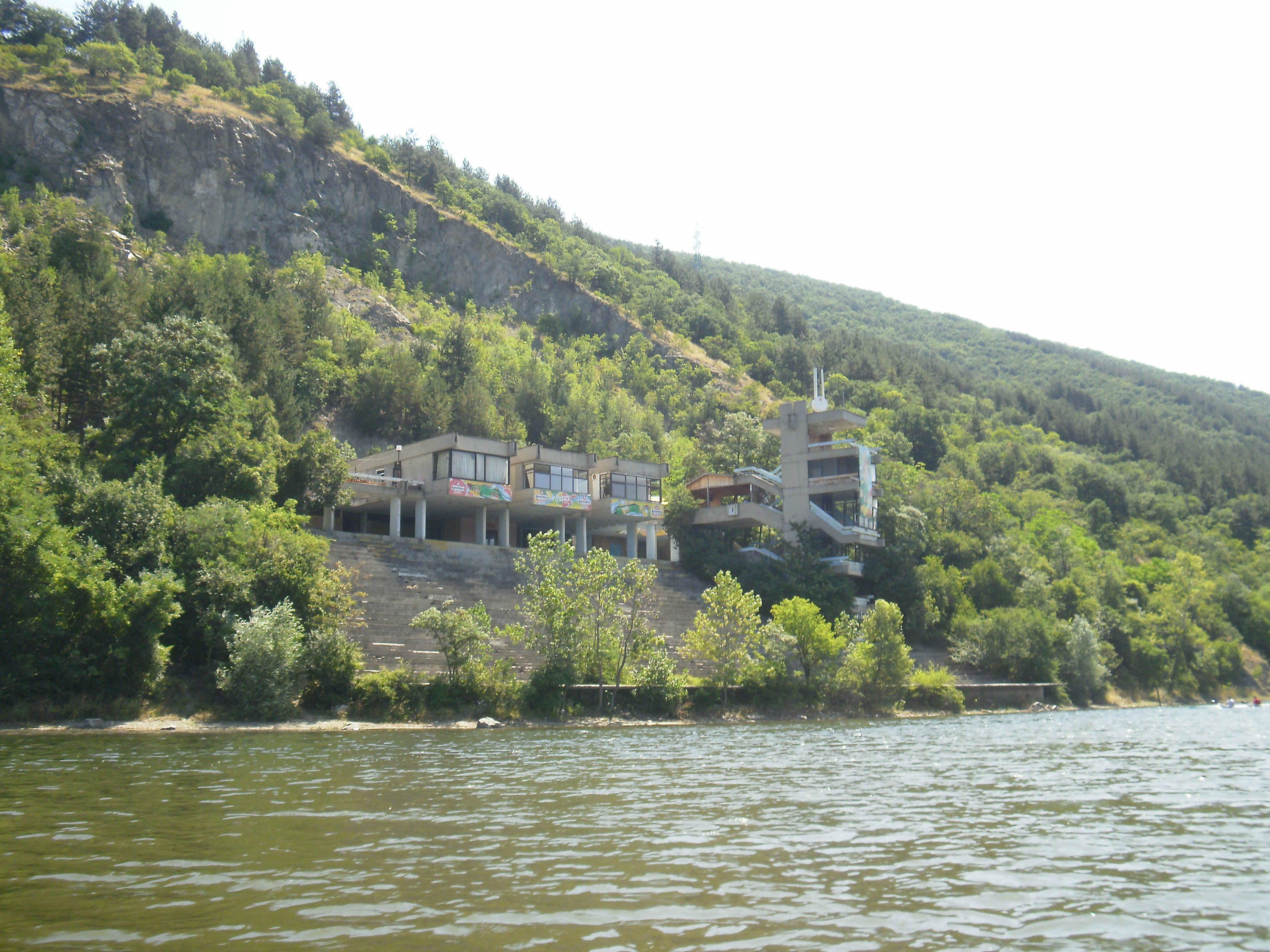
Vue sur l'hôtel-restaurant Les Tribunes situé sur la berge sud-est
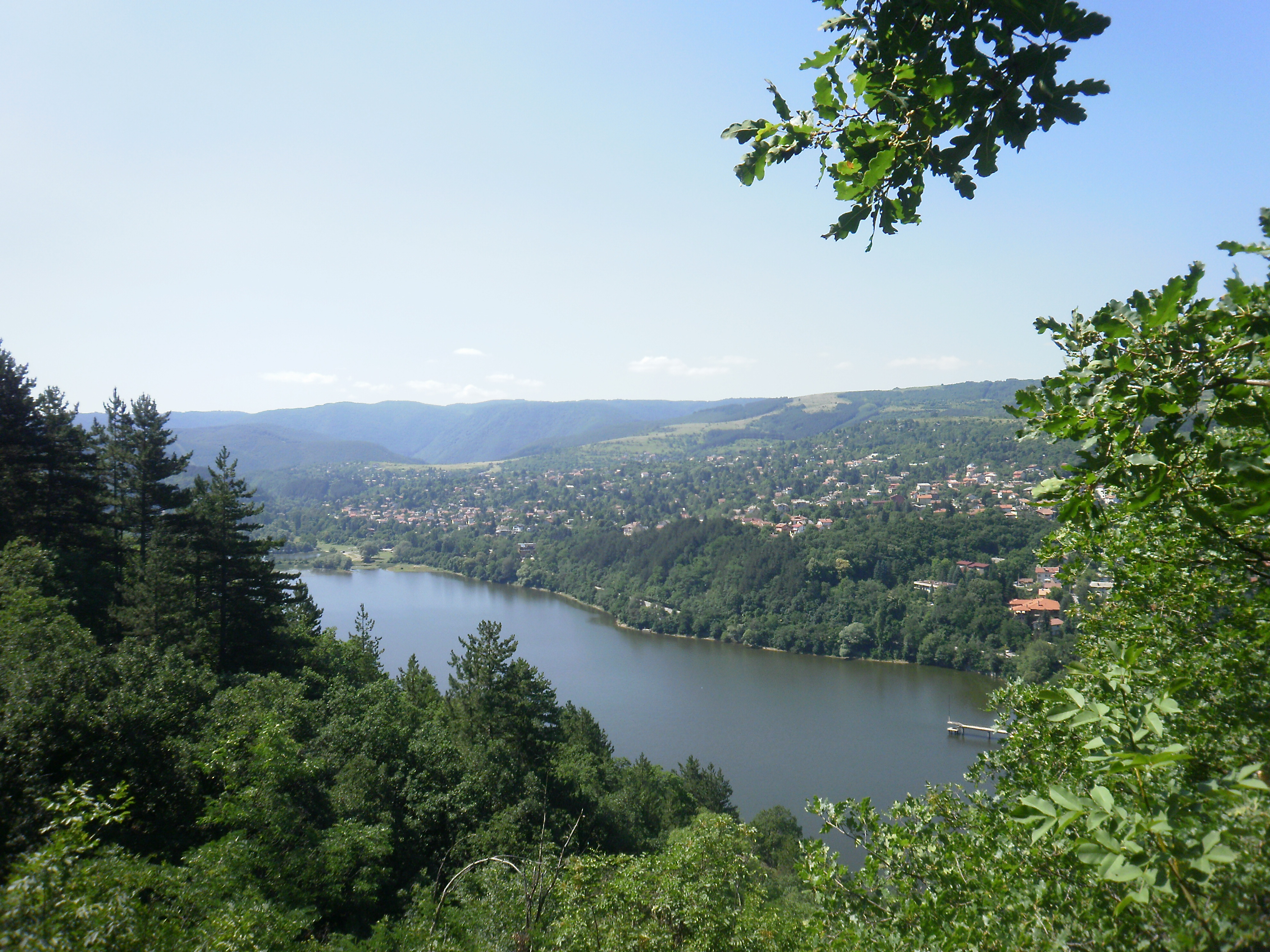
Vue sur la partie sud-ouest du lac
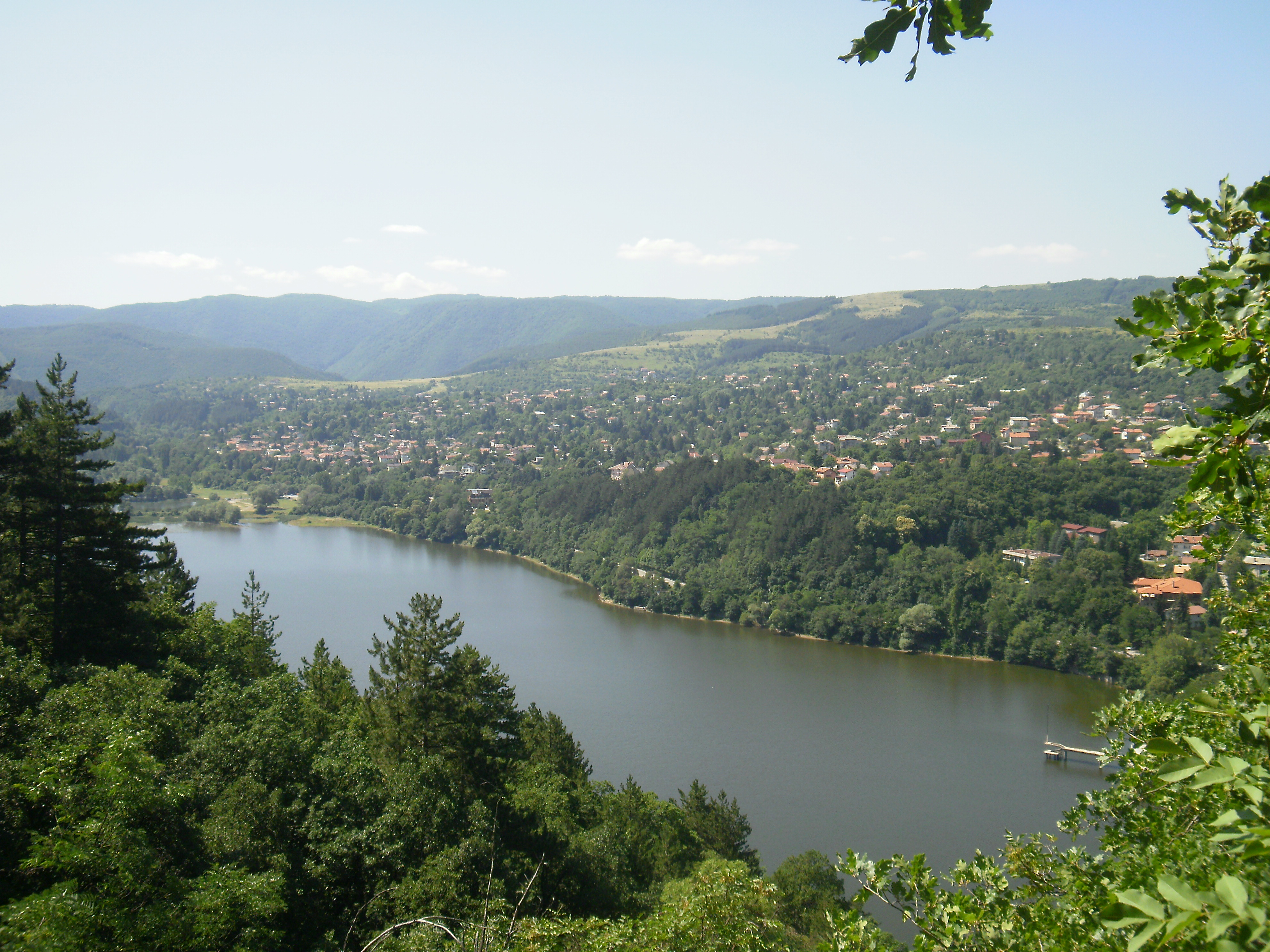
Vue sur la partie sud-ouest du lac